# Kujbyševo (Oblast' di Rostov)
Kujbyševo è un villaggio della Russia europea meridionale nell'oblast' di Rostov; è il centro amministrativo del distretto Kujbyševskij.
Fondata come Golodaevka, prese l'attuale nome nel 1937 in onore di Nikolaj Vladimirovič Kujbyšev.